# Protoplast
Protoplast je živi deo ćelija biljaka, gljiva i bakterija. Do njega se dolazi uklanjanjem ćelijskog zida mehaničkim ili enzimskim putem. Ćelijska membrana je njegov omotač. Unutar protoplasta su citoplazma i jedro.
Do odvajanja zida od protoplasta može doći prirodnim putem. U procesu plazmolize vakuola se smanjuje, a zid se odvaja od protoplasta. Razlog je što voda izlazi iz vakuole u okolni rastvor koji je hipertoničan (rastvor soli, šećera i sl.). Budući da je u vakuoli voda koncentrovanija, ona izlazi u okolinu i povlači protoplast.
Protoplast kod biljaka pogodan je za genetičko menjanje koje se sprovodi unošenjem odabranih stranih gena koji se ugrađuju u njegov genom. Kad se tako genski preinači protoplast, u kulturi tkiva može se obnoviti cela biljka s novim osobinama.
Protoplasti se koriste u istraživanju prolaženja materija kroz ćelijsku membranu. Kod biljaka postoji mogućnost da se stapanjem protoplasta može dobiti ukrštanje biljaka znatno brže nego klasičnim putem.
Protoplast se dobija kad je ćelijski zid u potpunosti uklonjen, npr. kod gram-pozitivnih bakterija.Sferoplast je ćelija sa delimično uklonjenim ćelijskim zidom.